# Cazuza - O tempo não pára
Cazuza - O Tempo Não Pára (en Español: "Cazuza - El tiempo no para") es una película brasileña biográfica-dramática de 2004 acerca de la vida del cantante Cazuza. Fue dirigida por Walter Carvalho y Sandra Werneck y protagonizada por Daniel de Oliveira como Cazuza. La película se basa en el libro escrito por la madre de Cazuza, Lucinha Araújo: "Cazuza, só as Mães São Felizes" (Cazuza, solo las madres son felices).
Cuando se estrenó en Brasil la película fue una de la más exitosas del año a nivel nacional, y ganó el premio al mejor actor dado por la Asociación de Arte y Crítica de Sao Paulo.

## Reparto
- Daniel de Oliveira - Cazuza
- Marieta Severo - Lucinha Araújo
- Débora Falabella - Dani
- Reginaldo Faria - João Araújo
- Emílio de Mello - Ezequiel Neves
- Cadu Fávero - Roberto Frejat
- Arlindo Lopes - André Palmeira Cunha
- Dudu Azevedo - Guto Goffi
- André Pfefer - Maurício Barros
- Leandra Leal - Bebel Gilberto
- Andréa Beltrão - Malu
- André Gonçalves - Maneco
- Eduardo Pires - Serginho
- Pierre Santos - Tonico
- Victor Hugo - Bené
- Maria Mariana - Talita